# ニコニコ寮
ニコニコ寮（ニコニコりょう）は、秋本治の漫画『こちら葛飾区亀有公園前派出所』に登場する、架空の警察独身寮である。
本項では寮の管理人である白浜カトリーヌ（吉原トメ）に付いても記述する。

## 寮の概要
基本的にニコニコ寮は男性のみの寮である。寮の建物の概要は入口に「ニコニコ寮」と縦書きで記されている看板の付いた門があり、鉄筋4階建て、1階に管理人室、部屋数は25、1部屋の広さは4畳半～6畳。風呂とトイレは共同。食堂もある（食事は管理人または食堂のおばさんが作る）。1部屋に2人の相部屋が基本であったが、時代の流れやプライバシー問題等で、末期には1人部屋が基本になった。なお、相部屋の時でも両津勘吉はわがままを言って1人で住んでいた時期が長かったが、第178巻第2話の作中では法条正義改め凄苦残念と相部屋となっていた。また、かつては外見が怖い寮長もいて、初回から連載初期に数回登場したが、第16巻を最後に存在は不明になった。
住所は東京都葛飾区亀有8-8（第96巻第5話の両津の運転免許証に記載）。ただし初期では亀有3-1と記されている（第5巻第6話）。
なお、入寮自体は強制ではなく、主要な登場人物である中川圭一は自身のマンションに住んでいる他、法条正義も警察官になった際、実家から一般のアパートに引っ越している。また、主人公の両津も連載開始から長らく寮住まいであるが、第125巻第5話から第159巻第1話までは親戚の擬宝珠家が経営する超神田寿司に住んでいた。後に寮の前にコンビニエンスストアが開店した。
第5巻第6話で寮が初登場。この時の内容は後輩の巡査である南と松本の送別会であった。管理人の吉原トメ（後に白浜カトリーヌに改名）も同時に初登場した。この時、両津は電線音頭を踊っていた。管理人はこれ以降時折作中に登場する。
初期の寮は木造三階建てだったが、古くなったため昭和59年の春に建て替えられ、鉄筋コンクリート製になった。アニメでは最後まで立て直しは行われず、初期の建築のままで改築後の話や登場人物で進行している。鉄筋に建て替えた後、冬眠を無理やり起こされた日暮が怒って超能力で寮を全壊させた事があるが、後のエピソードでは何事もなかったように元に戻っている。また両津の部屋は、ガス爆発や火災、さらに爆撃などによって4回破壊されたことがある。
両津は寮の空き部屋で、カブトムシやクワガタ、さらにはゴキブリを飼育していたことがある（製薬会社が実験用のゴキブリを大量に購入していると聞き、金儲けになると考えて養殖を試みていた）。また、寮の大浴場で、大型の錦鯉の新種である「両津三色」（アニメ版では両津四色）を飼育していたこともある。クワガタの回では、両津の不在の時に住人から苦情を聞き付けた管理人により殺虫剤が焚かれた。また、ゴキブリの回では両津がゴキブリの飼育に飽きて3か月も放置していたところ、放置されていたゴキブリが10万匹以上に増殖。それを知らずに管理人が部屋のドアを開けたためにゴキブリが部屋から飛び出し、寮の中は10万匹のゴキブリで地獄絵図と化した。
第32巻第8話では、管理人と食堂のおばさん達が日光への旅行で不在になり、両津が管理人代理を頼まれた。しかし両津は管理人の仕事を適当に行って後輩達を困らせ、さらに食費を浮かせるために安売りのバナナを200本買い、それで奇妙な料理を作って後輩達に無理やり食べさせるなどした（両津自身は体調が悪いと言って料理を食べなかった）。管理人が帰宅後に数人が留守中の両津の横暴を訴え、そこで管理人は留守番のお礼と称したおしおきとして両津自身に同じ料理を食べさせた。
第72巻第9話では、値上がりした電気代を補うために両津は寮の電気を自家発電にしたが、発電率が100%を超えて過充電状態になるとこっそり売電して私腹を肥やした。
第88巻第8話では、管理人が入院して不在となった際、寮には両津と法条、板池の3人しかおらず（厳密には日暮もいるが、冬眠中なので別にされている）、二人から誰もいなくて不安だと泣きつかれた両津は「マドモアゼル亀有」という名前で、寮の空き部屋を民間人に家賃と管理費を取って入居させた。当初は春に新人が来るまでとしていたが、家賃収入に味をしめた両津は予定より早く新人が来ても民間人を追い出さず、代わりに庭にカプセルホテルのカプセルを置いて、新人にはそこで生活させた。
第94巻1話では、庭にテントを立てて余った外米の古米で密造酒を造っていたが、怪しまれて派出所裏の公園のトイレに移る。
第96巻第9話では、近所のコンビニエンスストアの賞味期限切れの弁当や食品が廃棄される事をもったいないと思った両津は、寮の犬にあげると嘘をついて、それらを貰ってタダで食べていたが、もう一度売ろうと思いついて賞味期限の改竄をし、鎌田の「それは犯罪行為だぞ!」との忠告も「ばかもの!」と無視し、寮前で「両津ストアー」という店を開設して半額で販売した。
これらの悪事が発覚した際には大原部長からおしおきを受けた。
ほとんどの部屋にはクーラーが無く、夏場には唯一設置されていた太田の部屋にあるクーラーに両津が目を付け、ダクトを使って他の20部屋にクーラーの風を送り込んだ。この間、クーラーの吹き出し口がダクトで塞がれ、太田自身は使用できなくなり「電気代だけ取られるなんて合わない」と不満を漏らした。無茶な使い方をしたクーラーは結局壊れてしまい、後に両津は太田に中古のクーラーを進呈し、他の住人にも中古クーラーの取付けを有料で受付けた。その後、集めた中古のクーラーを全部取り付けたが、中古ゆえに温度調整が上手くいかず寮内の気温が3度まで下がり、住人達は真夏に防寒具を着込むはめになった。
両津の退寮後は、一時期住人がマネキン人形や部屋内で超合金の製造を行うコレクションを集める行為があったが、両津と管理人との話し合いなどで収集を止めた住人も一部ながら存在した。屋上は、両津が設置したソーラー発電のパネルが並べてあり、空いているスペースには法条の家庭菜園がある。

## 寮の住人
管理人（寮母）
声の出演 - 天野慶子
寮の初登場の第5巻第6話で管理人も初登場。以後管理人は不定期ながら何度も登場していたが、連載末期には登場しなくなり、最終回でも管理人は登場しなかった。
長らく名前は不明であったが、初登場から約18年後の第88巻第8話で姓が「吉原」、カメダス2で名前が「トメ」であることが明かされた。しかし第150巻第6話では「白浜カトリーヌ」という名前であることになった（ただし秋本・カトリーヌ・麗子とその家族とは何の関係も無い）。
寮の住人に対しての面倒見が良い。そのため管理人の世話になっている住人より親しまれており、その感謝の言葉を住人からもらった際「でも両さんの世話に比べたらなんともないよ」と言っている（「こち亀 ヒットパレード」2008年11月号より）。両津からは「おばちゃん」（稀に「ばあさん」）と呼ばれている。30年以上にも及ぶ長い付き合いから、両津に屋根の修理や管理人の代理を依頼する事もある。また両津にはある程度好意的であり、両津の退寮後もその部屋を空けて待っていた。なおアニメ版第172話『人生をやりなおせ』によると両津と出会わなければ「全国寮母さんコンテスト」に優勝し幸せな暮らしを送っていた。また、アニメ版最終回（第344話）『さよなら両さん大作戦』では両津の送別会での寮生一堂による別れの挨拶の時には大泣きしていた。

### 主な住人
アニメ版では本田速人も寮に住んでいた。原作でも両津の部屋に入室することもある。
- 両津勘吉 - 第125巻第5話[10]から超神田寿司住み込み→第159巻第1話[11]に再度寮に戻っている。
- 日暮熟睡男
- 凄苦残念（旧名 法条正義）
- 左近寺竜之介
- 又崎巡査
- 太田巡査
- 恵比須巡査
- 松本巡査
- 鎌田巡査
- 板池巡査 など

元住人
- 戸塚金次 - 初期のみ住んでいた。それ以降は、登場しないため、両津も第133巻で、戸塚の居場所を聞かれるが、知らないと言っている[12]。
- 麻里愛 - 67-4から80-1まで住んでいた。当初は両津と同部屋だったが、女性になる前の第80巻第1話から女子寮に移っている[13]。